# Bell (skivmärke)

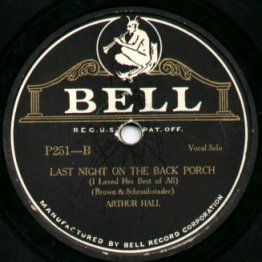
Etikett till en Bell-utgåva med sångaren Arthur Hall. Etiketten förekom också i en variant med klarblå bakgrundsfärg.

Bell var ett amerikanskt skivmärke vilket existerade cirka 1920-1928.
Ursprungligen tillverkades Bell av Standard Music Roll Company i Orange, New Jersey och var, liksom Globe, en systeretikett till detta bolags huvudmärke Arto. Bellutgåvor från denna period har därför även katalognummer som bygger på Artos 9000-serie fast med första siffran ersatt av prefixet P (det vill säga: Arto 9194 = Bell P-194).
Då Arto gick i konkurs 1923 övertogs rättigheterna till Belletiketten av ett företag kallat Bell Record Corporation i Newark, New Jersey. Detta producerade dock inga egna inspelningar utan förlitade sig fram till 1927 nästan helt på återutgivningar från Emerson. Under märkets sista år kom dock matriserna från Gennett. Katalognumreringen under denna senare period byggde vidare på den från Arto-tiden, men nu utan koppling till någon parallell numreringsserie samt med tiden utan P-prefixet. Den sista kända utgåvan har nummer 617.